# Kapilvastu District
Kapilvastu District er et af Nepals 75 administrative og politiske regioner, betegnet distrikter (lokalt betegnet district, zilla, jilla el. जिल्ला). Kapilvastu er et distrikt i lavlandet Terai, som ligger i Lumbini Zone i Western Development Region.
Kapilvastu areal er 1.738 km² og der boede ved folketællingen 2001 i alt 481.976 og i 2007 538.367 i distriktet. Distriktets politiske organ District Development Committee er sammensat gennem indirekte valg, med repræsentation fra hver af de 9-17 administrative enheder ilakaer, hvert distrikt er opdelt i.
Kapilvastu District er endvidere opdelt i 78 udviklingskommuner (lokalt navn: Gaun Bikas Samiti (G.B.S.) el. Village Development Committee (VDC)), hvoraf byer med over 10.000 indbyggere kategoriseres som købstæder (municipalities).
Kapilvastu District er udviklingsmæssigt – gennem anvendelse af FN og UNDP's Human Development Index – kategoriseret som nr. 47 ud af Nepals 75 distrikter.

## Eksterne links
- Kort over Kapilvastu District (Webside ikke længere tilgængelig)
- Kapilvastu District sundhedsprofil – fra FN-Nepal (på engelsk)

27°32′N 83°03′Ø / 27.53°N 83.05°Ø